# سيمون فاجنوزي
سيمون فاجنوزي (بالإيطالية: Simone Vagnozzi)‏ مواليد 30 مايو 1983 في أسكولي بيتشينو، إيطاليا، هو لاعب كرة مضرب إيطالي بدأ مسيرته كمحترف سنة 1999 يلعب باليد اليمنى. أعلى تصنيف له في الفردي كان المركز الـ 161 في سنة 2011. أعلى تصنيف له في الزوجي كان المركز الـ 74 في سنة 2011.

## روابط خارجية
- سيمون فاجنوزي على موقع رابطة محترفي التنس (الإنجليزية)
- سيمون فاجنوزي على موقع الاتحاد الدولي لكرة المضرب (الإنجليزية)
- سيمون فاجنوزي على موقع خلاصة التنس.كوم (الإنجليزية)
- سيمون فاجنوزي على موقع إي إس بي إن.كوم (الإنجليزية)